# Тера прета
Тера прета (от португалски: terra preta - „черна земя“), позната още като амазонски чернозем, е вид много тъмна и плодородна почва, срещаща се в басейна на река Амазонка. Има изкуствен (антропогенен) произход, на основата на нискотемпературни активни въглени. В днешно време се произвежда промишлено за подобряване на плодородието на растенията.
Тъмночерният цвят на тера прета се дължи на високо съдържание на въглен. Към сместа обикновено се добавят също натрошени кости, керамика, компост и животинска тор, които повишават плодородните качества на иначе слабо плодородната амазонска почва. Въгленът е стабилен и остава в почвата в продължение на хиляди години, свързвайки се и запазвайки минералите и хранителните вещества в нея. Първоначално е създадена от туземните амазонски племена, занимаващи се със земеделие.
Обезлесената обработваема земя в Амазонския басейн е плодородна за относително кратък период от време, преди хранителните ѝ вещества да бъдат отмити от дъждовете. В миналото това е принуждавало местните земеделци да търсят нови земи, които са разчиствали чрез изгаряне на дърветата. Образуваните в резултат на горенето въглени задържат по-добре микроорганизми и други органични вещества, което прави почвата по-устойчива към отмиването им.
Почвите тера прета са създадени от земеделци между 450 г. пр.н.е. и 950 от н.е. Дълбочината им на места достига до 2 метра. Възстановява се с около 1 сантиметър годишно.